# Shabwa

Shabwa en el Reino de Hadramaut (en violeta) durante el.

Mapa arqueológico de la antigua ciudad de Shabwa.

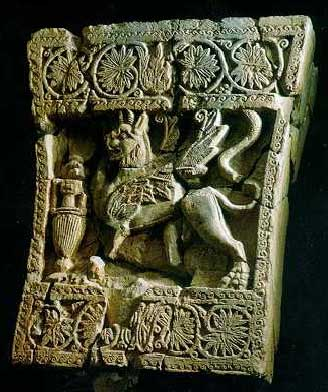
Grifo del palacio real de Shabwa, antigua capital del reino de Hadramaut. Adén, Museo Nacional.

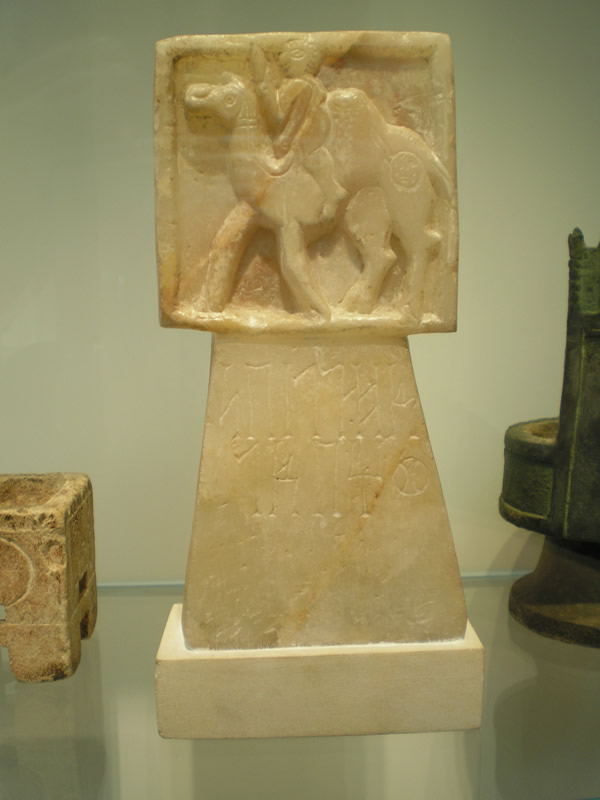
Altar del encontrado en Shabwa.

Shabwa, Sabwa o Sabua (en latín, Sabota), en el actual Yemen, fue la antigua capital del Reino de Hadramaut, situada en el extremo oriental del Uadi Hadramaut, en un lugar estratégico para controlar el paso de las caravanas camelleras.
Según Plinio, Sabota fue un importante centro, esencial en la Ruta del incienso, entre el Mediterráneo, la India y Egipto, entre la antigua Qana, ahora Bir Ali (actualmente, Yemen), y las etapas siguientes: Timna, Harib, Ma'rib y Yathul (Baraqish).
El lugar estaba perdido hasta que se redescubrió arqueológicamente en 1936, habiéndose realizado desde entonces diversas campañas de excavaciones.

## Historia
Los primeros restos recuperados datan del siglo XIII a. C.. En esa época, se ha identificado una economía agrícola basada en riego estacional y se habría domesticado el camello. Hacia los siglos VIII a. C. y VII a. C. es probable que hubiese una fuerte migración de los sabeos a la zona, trayendo nuevos modos en la arquitectura, decoración y cerámica y se establecieron en poblaciones ya existentes. Shabwa llegaría a ser la residencia de los reyes de Hadramaut.
En el siglo siglo VII a. C. la ciudad sería destruida por el rey y mukarrib de los sabeos Karib'il Watar, documentado en un texto sabeo que muestra la importancia de la victoria que tuvo para ellos. A finales del siglo VII a. C. o principios del siglo VI a. C. algunos reyes reivindicaron el título de mukarrib, lo que señala la existencia de mayor poder.
La ciudad, en un alto, con casas de base en piedra y parte en madera, está rodeada de una muralla. Existe un camino que une el templo de la diosa Sayyîn dhû-Ilim (o Sian Dhu Aleen) a la puerta norte y al palacio real Shaqîr (o Shugair), que sería destruido parcialmente entre 227-230, pero vuelta a reocupar hasta que cae el reino de Hadramaut por los himiaritas en el primer cuarto del siglo IV. La ciudad sería finalmente incendiado en su totalidad a fines del siglo IV o comienzos del siglo V y la población que sobrevivió pasaría a fundar Shibam. 
- Datos: Q2005211
- Multimedia: Shabwah, Yemen / Q2005211